# Roger Laurent

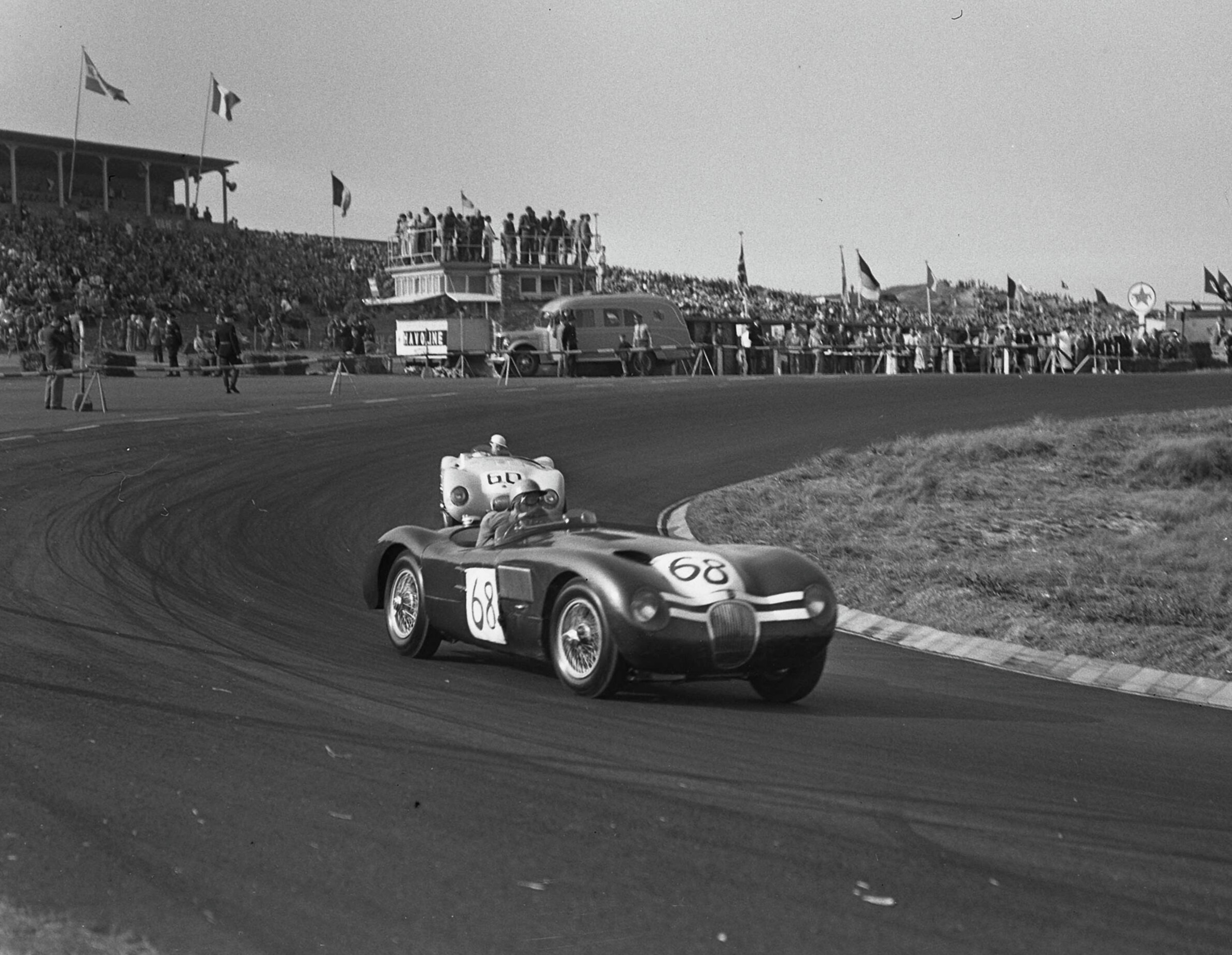
Roger Laurent in een Jaguar C-type achter Ninian Anderson op het circuit van Zandvoort in 1954

Roger Laurent (Luik, 21 februari 1913 – Ukkel, 6 februari 1997) was een Formule 1-coureur uit België. In 1952 nam hij deel aan twee Grand Prix-wedstrijden voor de teams HWM en Ferrari, waarin hij geen punten scoorde.